# Oryctes comoriensis
Oryctes comoriensis är en skalbaggsart som beskrevs av Leon Fairmaire 1893. Oryctes comoriensis ingår i släktet Oryctes och familjen Dynastidae. Utöver nominatformen finns också underarten O. c. intermedius.